# 君がいない
「君がいない」（きみがいない）は、栗林誠一郎の曲。作詞・作曲とも栗林自身による。1991年2月6日発売のアルバム『You Never Know』に収録された。
同年7月にTUNE's Blues Band（のちのTUNE'S）が、1993年4月にZARDが、それぞれカバーシングルを出している。

## ZARDのカバー・シングル
ZARDのカバーによる「君がいない」は、7作目のシングルとして1993年4月21日に発売された。

### 楽曲概要（ZARD版）
- アコースティック・ギターの音から始まるハ長調の失恋ソングとなっている。シングル表題曲では栗林が初めて手掛けた楽曲となった。同年発売されたアルバム『揺れる想い』では半音キーを下げたB-versionとして収録された。
- オリジナルでは男性目線で書かれていた歌詞を、坂井が女性目線に変えて発表している[注 1]。本作発売以降、JASRACでは作詞クレジットは坂井と栗林の共作として登録されている。
- 石田ゆり子主演のテレビドラマ『彼女の嫌いな彼女』の主題歌に使用された[1]。ZARDがドラマ主題歌を手掛けるのは前作に続き3作連続となった。
- 坂井によると、従来のZARDの曲では裏打ち系のリズムは極めて少なく、「ブラスのオブリガードが心地よく響いてくるナンバーに仕上がりました。歌詞は失恋の歌なのに、何故か明るくひびきます。」と語っている[注 2]。

### シングル概要
- 前作「負けないで」から約3か月を置いてのシングル。本作から正式にB-Gram RECORDSからの発売となり、カセット規格は本作から廃止された。
- 本作よりテレビ音楽番組を中心としたメディア出演が一切なくなる。
- オリコン初登場2位を獲得し、その後も4週連続で10万枚以上を売上げ2位を維持し、80万枚を突破するロングセラーとなった（1位はZARDと同じ当時Being所属のWANDS「愛を語るより口づけをかわそう」であった）。
- オリコン登場5週目で7位にランクインした際には、次作「揺れる想い」が初登場1位を記録し、2作同時にTOP10入りした。

### プロモーションビデオ
- 前作は静止画でプロモーションビデオは制作されなかったが、本作はレコーディング映像やそのオフシーンを含めたショート映像が制作された。

### ZARD版シングル収録曲
1. 君がいない [4:00]
作詞：坂井泉水
作曲：栗林誠一郎
編曲：明石昌夫
2. 私だけ見つめて [3:54]
作詞：坂井泉水
作曲：栗林誠一郎
編曲：明石昌夫
3. 君がいない (オリジナル・カラオケ) [3:59]
作曲：栗林誠一郎
編曲：明石昌夫
表題曲のオリジナル・カラオケ。
4. 私だけ見つめて (オリジナル・カラオケ) [3:52]
作曲：栗林誠一郎
編曲：明石昌夫
カップリング曲のオリジナル・カラオケ。

### 参加ミュージシャン
ZARD
- 坂井泉水：Vocal (#1,2)

Additional Musician
- 大黒摩季：Guest Chorus (#1,3)

### タイアップ
- 読売テレビ制作・日本テレビ系列土曜ドラマ『彼女の嫌いな彼女』主題歌 (#1)

### 楽曲の収録アルバム（ZARD版）
- 揺れる想い (#1 B-version)
- ZARD BLEND〜SUN & STONE〜 (#1)
- ZARD BEST The Single Collection〜軌跡〜 (#1)
- ZARD Cruising & Live 〜限定盤ライヴCD〜 (#1)
- ZARD BLEND II〜LEAF & SNOW〜 (#2)
- Golden Best 〜15th Anniversary〜 (#1)
- Brezza di mare 〜dedicated to IZUMI SAKAI〜 (#1 B-version)
- ZARD Request Best 〜beautiful memory〜 (#1 '07 Live Ver.)
- ZARD SINGLE COLLECTION 〜20th ANNIVERSARY〜 (#1,2)
- ZARD Forever Best 〜25th Anniversary〜 (#1)